# Смирнова, Ирина Владимировна (спортсменка)
Ирина Владимировна Смирнова (родилась 3 июля 1981 года в Ленинграде, СССР) — российская волейболистка сидя, игрок «ЦСП-Крылатское»; чемпионка мира 2018 года в составе женской сборной России, чемпионка Европы 2017 года. Заслуженный мастер спорта России (2018) и мастер спорта России международного класса.

## Биография
По образованию бухгалтер, но в возрасте 25 лет бросила работу и уехала в другой город. В возрасте 17 лет начала заниматься баскетболом на колясках в Санкт-Петербурге, однако её команда не показывала успешных результатов и позже была расформирована. В 2011 году занялась волейболом сидя, переехав в Москву и познакомившись с Виктором Шастиным. Выступает за московскую команду «ЦСП-Крылатское», возглавляет отдел ЦАО по работе с инвалидами. В 2018 году провела несколько игр в рамках открытого турнира в Петербурге за «Нарвскую заставу» (первый состав).
В составе женской российской сборной выиграла чемпионаты Европы 2017 и 2019 годов, а также чемпионат мира 2018 года; бронзовый призёр чемпионата мира 2014 года. За победу на чемпионате мира 2018 года удостоена звания Заслуженного мастера спорта России.